# Chavanon
Chavanon é um rio localizado na França.